# Следящая система управления
Следящая система управления — это система автоматического управления, в которой закон изменения регулируемой величины заранее неизвестен, и управляемая величина воспроизводит произвольно изменяющееся задающее воздействие.
По виду рабочей информации самонастраивающиеся системы подразделяются на системы экстремального регулирования и системы регулирования с самонастраивающимися устройствами.
Пример следящей системы — головка самонаведения, в её задачи входит сопровождение цели с заранее неизвестным законом движения.
О динамических свойствах следящей системы можно судить по величине ошибки. Также сигнал ошибки в следящих системах является сигналом, в зависимости от величины и «характера» которого осуществляется управление объектом. Различают системы статические и астатические. Статические системы управляются значением ошибки: есть ошибка — есть управление в системе, больше величина ошибки — сильнее реакция системы. Так, если целью сопровождения радиолокационной станции является неподвижно висящий вертолёт, то станция, отработав ошибку, «замирает». Если цель-вертолёт начнёт движение, то появится ошибка и система «оживёт». Если траектория движения цели будет круговой с постоянной скоростью, на постоянной высоте с центром в точке, где находится радиолокационная станция, то ошибка (её «характер») будет постоянной. Системы, способные автоматически выполнять свои функции при наличии ошибки постоянной величины, называют астатическими.
Следящая система может быть реализована с любым фундаментальным принципом управления и отличается от аналогичной системы программного управления тем, что вместо датчика программы в ней будет размещено устройство слежения за изменениями внешних воздействий.
В следящих системах управляющее воздействие также является величиной переменной, но математическое описание его во времени не может быть установлено, так как источником сигнала служит внешнее явление, закон изменения которого заранее неизвестен.
Так как следящие системы предназначены для воспроизведения на выходе управляющего воздействия с возможно большей точностью, то ошибка, так же как и в случае систем программного регулирования, является той характеристикой, по которой можно судить о динамических свойствах следящей системы. Ошибка в следящих системах, как и в системах программного регулирования, является сигналом, в зависимости от величины которого осуществляется управление исполнительным двигателем.